# Jingglong (Sutojayan)
Jingglong is een bestuurslaag in het regentschap Blitar van de provincie Oost-Java, Indonesië. Jingglong telt 5444 inwoners (volkstelling 2010).